# La troupe du Roi de Danemark
La troupe du Roi de Danemark, förkortning Roi de Danemark, var en dansk franskspråkig hovteater, verksam från 1682 till 1721.  
Den första franska teatern hade besökt Köpenhamn 1669-70 under Jean Guilmois de Rosidor (far till Claude Guilmois de Rosidor), men det hade varit ett tillfälligt besök. Truppen Roi de Danemark engagerades den 23 mars 1682. Den bestod av franska aktörer, som uppträdde exklusivt för det kungliga hovet.
Truppens sammansättning ändrades allteftersom, men bestod oftast av cirka tolv personer. De uppträdde på tillfälliga scener i de olika kungliga palats dit det kungliga hovet färdades: först 1712 fick truppen en permanent scen inredd på slottet i Köpenhamn, Københavns Slotsteater. Det var vid denna tid den enda teatern i Danmark, som då ännu inte hade någon inhemsk teater: den övriga teateraktiviteten i Köpenhamn under denna tid bestod av tillfälliga omkringresande utländska teatersällskap. Pjäserna var franskspråkiga, och dess direktör René Magnon dit Montaigu gjorde åtskilliga resor till Paris för att hålla teatern uppdaterad.      
Den franska teatern upplöstes år 1721 av den dåvarande danske kungen, som föredrog tysk opera framför fransk teater. Många av truppens medlemmar, som hade levt i Danmark i hela sitt liv och i vissa fall även hade fötts där, grundade året därpå Danmarks första offentliga teater i Köpenhamn: Lille Grønnegade teater, i januari 1722. 

## Medlemmar
- Paul Belleville de Foy
- Claude Biet dit Hauteville
- Nicolas Bonneville
- Madame Bonneville
- Jean Bouillart dit La Garde, 1682-94
- Julien Bourdais dit Dorilly, 1686-94
- Mlle Jeanne Chambly, 1701 to 1717
- Mlle Rosette
- Marie-Madeleine-Armande de la Garde 1682-90
- Philippe Chaumont
- Mlle Marie-Madeleine-Ange Coirat dite Mlle de Belleroche, 1682-89
- M. Ange-François Corrare / Coirat dit Belleroche, 1682-95
- Nicolas Desmares dit Champmeslé, 1682-85
- Nicolas Desmares, 1712-21
- Jacques Du Buisson, 1701-21
- Nicolas Du Majot (ou Du Manjot), 1701-08
- Anne d' Ennebaut, 1682
- d' Erval
- Mlle Martine-Geneviève Giraut, 1694
- Laurent Guérin d'Estriché
- Jubert
- Jeanne-Françoise de Lan Bellefleur, 1692
- Marthe Le Charton, 1682
- Mlle Claude Loier, ép. Du Buisson, 1701
- Jean-Baptiste de Lorme dit Châteauvert, 1686
- Marie Madeleine de Montaigu, 1716-1721
- René Magnon dit Montaigu, 1686-1721
- Nicolas-Jean-Baptiste Morin dit de La Croix
- Jean de Nevers, 1682-94
- Jean de Nouvel, 1682
- Charles-Louis Pallai dit Versigny, 1682
- Françoise de Penhoet Nevers, 1682-1690
- Louis Perlis, 1704-1721
- Jean Poisson dit Poisson de Granville, 1706-1710
- Toinette Poitiers Hauteville, 1701-1704
- Mlle Rochemore, 1686
- Roudo, 1702
- François Toubel, 1703-1705
- Marie-Anne de Touchemarie Poisson de Granville, 1706-1710
- Verstang, 1686